# Woodward, Inc.
Woodward Inc. ist ein US-amerikanischer Hersteller von Steuerungssystemen und Komponenten für Gas- und Dampfturbinen. 
Woodward wurde 1870 als Woodward Governor Company von Amos Woodward gegründet. Das Unternehmen begann mit der Fertigung von Steuerungen für Wasserturbinen und stellte ab den 1920er Jahren Steuerungen für Diesel- und Ottomotoren her. Die Turbinen der ersten Strahlflugzeuge der US-Luftwaffe verfügten über Steuerungen von Woodward. Im Jahr 2018 übernahm Woodward den deutschen Hersteller von Diesel-Einspritzsystemen L’Orange für rund 700 Millionen Euro von Rolls-Royce Power Systems.